# Christopher von Krogh

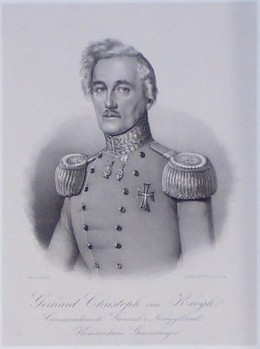
Gerhard Christoph von Krogh

Gerhard Christopher von Krogh (* 10. Oktober 1785 auf Gut Aastrup bei Haderslev; † 12. April 1860 in Kopenhagen) war ein dänischer Generalleutnant.

## Familie
Er entstammte einem niedersächsischen Adelsgeschlecht, das seine Abstammung aus dem Gebiet des Erzstiftes Bremen-Verden (13. Jahrhundert) herleitet, im 17. Jahrhundert nach Dänemark gekommen und infolge der politischen Veränderungen im Jahr 1864 teilweise nach Preußen übergetreten war, und war der Sohn und zehntes von 14 Kindern des Gutsbesitzers und königlich dänischen Kammerherrn und Hofjägermeisters Friedrich (Fritz) von Krogh (1737–1829), Gutsherr auf Aastrup und königlich dänischer Geheimer Konferenzrat, und seiner ersten Ehefrau Rosine Elisabeth von Frankenberg und Proschlitz (1751–1798).
Krogh heiratete am 6. Februar 1813 in Christiansborg Siegfriede Gräfin Knuth (Haus Liliendal) (* 26. Februar 1790 in Kopenhagen; † 3. August 1866 ebenda), die Hofdame der Königin Marie Sophie Friederike von Dänemark (1767–1852). Aus dieser Ehe sind folgende Kinder bekannt:
- Fritz (1813–1842)
- Marie Sophie Frederike (* 18. November 1815; † 1899) ⚭ Valdemar Tully Oxholm (1805–1876)
- Adam Christopher Friedrich Ferdinand (* 14. April 1819 † 1898)
- Siegfriede Viktorine (* 12. April 1823; † 1898) ⚭ Josias Raben-Levetzau (1796–1889)

## Leben
Krogh war 1848 beim Ausbruch des Schleswig-Holsteinischen Krieges (1848–1851) Generalmajor und wurde im Juli als Nachfolger des Generals Hans Christopher Georg Fredrik von Hedemann Oberbefehlshaber der dänischen Armee. Gleich nach dem Unglück in der Eckernförder Bucht im April 1849 wurde Krogh von General Frederik Rudbek Henrik von Bülow abgelöst.
Da Bülow bei der Eröffnung des dritten Feldzugs 1850 krank war, erhielt Krogh von Neuem den Oberbefehl und siegte am 25. Juli in der Schlacht bei Idstedt über die schleswig-holsteinische Armee. Kurz nach der Schlacht wurde er zum Generalleutnant ernannt und besiegte im Gefecht von Missunde den General Karl Wilhelm von Willisen.
Krogh befehligte das Heer bis zum Frieden 1851 und wurde darauf zum Kommandierenden General ernannt, zuerst in Schleswig und dann in Holstein, nahm aber 1857 wegen eines Schlaganfalls seinen Abschied.

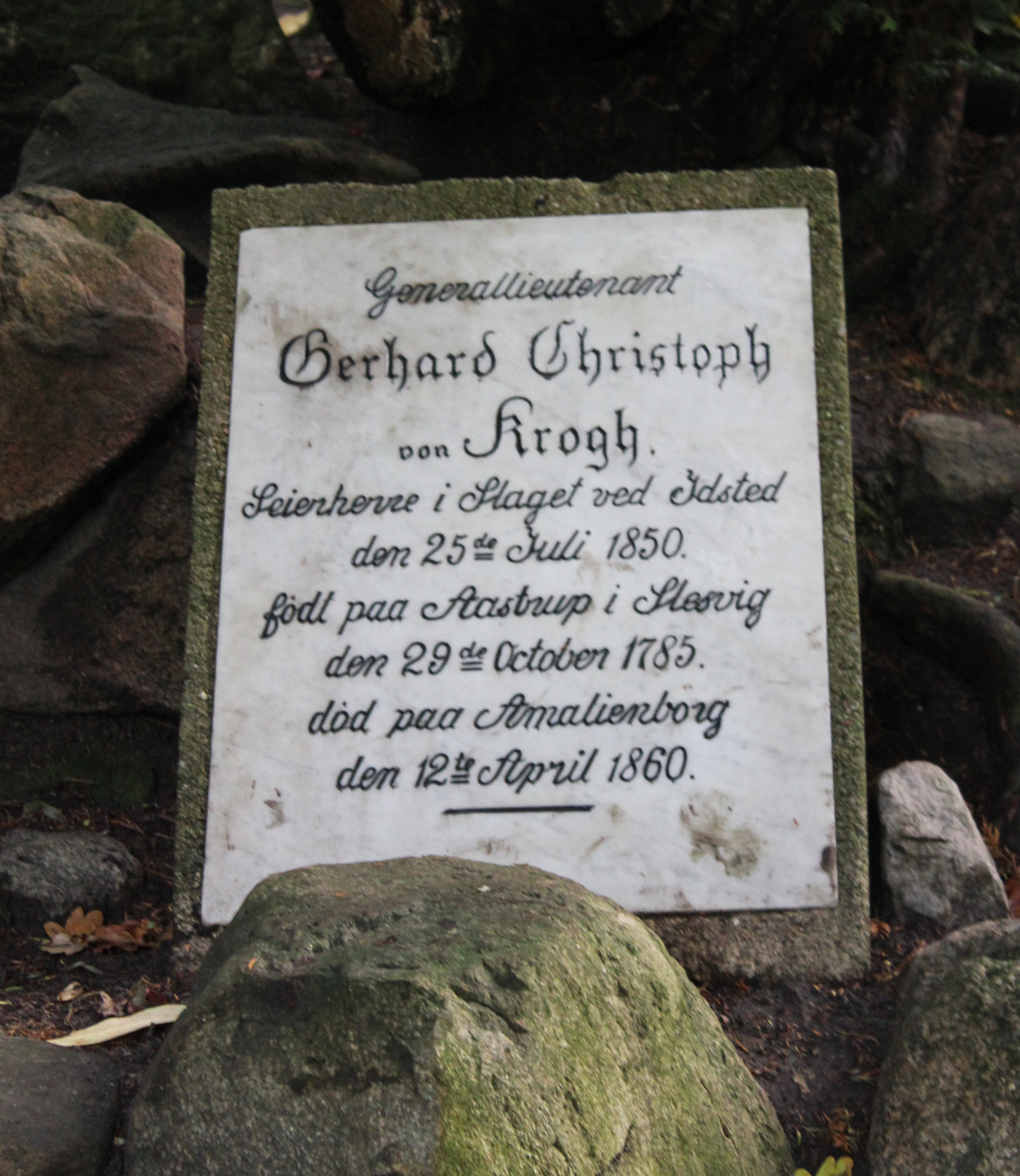
Sein Grab in Flensburg.

## Relief und Grab
Eine Platte am Sockel des Idstedt-Löwen, den der  Däne Herman Wilhelm Bissen als Denkmal für den Sieg der königlich-dänischen Truppen bei Idstedt errichtete, zeigt Christopher von Krogh im Profil.
Gegenüber diesem Monument, des wachenden Löwen, ist auch sein Grab zu finden, welches Teil eines Grabhügels ist, in dem weitere dänische Soldaten der Schlacht bei Idstedt beigesetzt wurden.